# The Hard Way
The Hard Way – debiutancki album amerykańskiego zespołu hip-hopowego 213. Został wydany 17 sierpnia, 2004 roku. Album sprzedano  do 14 grudnia tego samego roku w liczbie 500.000 egzemplarzy.

## Lista utworów
| Nr | Tytuł                 | Producent                        | Goście           |
| -- | --------------------- | -------------------------------- | ---------------- |
| 1  | Intro                 | Fredwreck                        |                  |
| 2  | Twist Yo Body         | Hi-Tek                           |                  |
| 3  | Absolutely            | Quaze                            |                  |
| 4  | Keep It Gangsta       | B Sharp                          |                  |
| 5  | Run On Up             | Tha Chill                        |                  |
| 6  | Groupie Luv           | DJ Pooh                          |                  |
| 7  | Lonely Girl           | Nottz                            |                  |
| 8  | Another Summer        | Kanye West                       | Latoiya Williams |
| 9  | 213 tha Gangsta Clicc | Josef                            |                  |
| 10 | Gotta Find a Way      | Lil' ½ Dead & Niggaracci         |                  |
| 11 | Ups & Downs           | B Sharp & Tha Chill              | Boki             |
| 12 | Joysticc              | Terrace Martin & Marlon Williams |                  |
| 13 | Rick James interlude  |                                  | Dave Chappelle   |
| 14 | Mary Jane             | Quaze                            |                  |
| 15 | MLK                   | B Sharp                          |                  |
| 16 | Lil Girl              | Michael Angelo                   |                  |
| 17 | My Dirty Ho           | J-Hen                            |                  |
| 18 | Appreciation          | J-Hen                            |                  |
| 19 | So Fly                | Missy Elliott                    |                  |

Dodatkowe utwory w europejskim wydaniu
| Nr | Tytuł                    | Producent  | Goście                   |
| -- | ------------------------ | ---------- | ------------------------ |
| 20 | Whistle While You Hustle | Jelly Roll | Daz Dillinger & Soopafly |